# Mikel Sorauren
Mikel Sorauren de Gracia (né à Pampelune en 1946) est un historien, homme politique et écrivain basque espagnol de langue espagnole.

## Biographie
Mikel Sorauren étudie à l'université de Navarre, à la faculté des arts, section Histoire. Il présente son mémoire en 1973: La Desamortización y las Cortes en el Trienio constitucional (1820-1823) sous la direction de Federico Suárez.
À partir de ce moment, Mikel Sorauren va se focaliser sur l'étude de documents historiques en Navarre, de préférence de l'époque moderne à l'époque contemporaine. Dans ses recherches, il va s'attacher à ne pas perdre de vue la perspective globale de l'histoire de ll Navarre.
Il est un membre fondateur de l'Institut Gerónimo de Ustaritz (1983) de la Sociedad de Estudios e Iniciativas Iturralde, et également membre de l'association culturelle Nabarralde. 
Il développe sa carrière en tant que professeur d'histoire à l'Instituto de Educación Secundaria Ies Padre Moret-Irubide de Pampelune, et ce, en tant que coordonnateur en histoire du monde contemporain de l'université publique de Navarre.
Entre 1979 et 1983, Mikel Sorauren fait partie du Parlement de Navarre, comme député d'Euskadiko Ezkerra dans la première législature de cette institution après Franco. Avant la fin de cette période législative, en décembre 1982, il quitte Euskadiko Ezkerra. Faisant partie de la minorité du courant Nouvelle Gauche, il accuse de droite l'approche de la démocratie sociale.